# 岩下俊作
岩下 俊作（いわした しゅんさく、1906年11月16日 - 1980年1月30日）は、日本の小説家。本名：八田秀吉。福岡県小倉市（現・北九州市小倉北区）生まれ。

## 来歴
旧福岡県立小倉工業学校（現福岡県立小倉工業高等学校）機械科卒業。1928年から1961年まで八幡製鉄所に勤務した。1938年、同郷の芥川賞作家・火野葦平や劉寒吉らと共に同人誌「九州文学（第二期）」に参加し、代表作となる『富島松五郎伝』(「九州文学」1939年10月号。「オール讀物」1940年6月号)で、1939年下半期・第10回直木賞候補、翌1940年上半期・第11回直木賞候補に挙げられるも受賞ならず。さらに、「辰次と由松」で同年下半期・第12回直木賞候補、「西域記」で1943年上半期・第17回直木賞候補となったが、いずれも受賞できなかった。八幡製鉄所退職後は明治通信社に勤務しながら執筆活動を行う。73歳で死去。
「富島松五郎伝」は『無法松の一生』のタイトルで映画化、ドラマ化、舞台化が幾度となくされている。

## 作品

### 著書
- 辰次と由松（新小説社）1941年
- 富島松五郎伝（小山書店）1941年
※表題作および「聖・もうれん」（『信貴山縁起絵巻』の小説化）を所収
  - 再刊（中公文庫）1981年
- 秋廓寥（泰光堂）1942年
- 熱風（土人社）1943年
- 熔鉱炉と共に四十年（東洋書館）1943年
- 無法松の一生 ※「富島松五郎伝」改題（啓示社）1949年
  - 再刊（春陽文庫）1951年
  - 再刊（五月書房）1958年
  - 再刊（角川文庫）1958年
  - 再刊（中村書店）1960年
- 明治 恋風（角川書店）1950年
  - 再刊（角川書店）1959年
- 縄（五月書房）1958年
  - 再刊（東西五月社）1960年
- 焔と氷 明治密偵風雲録（五月書房）1959年
- 青春の流域（五月書房）1959年
- 岩下俊作詩集（小壼天書房）1960年

### 全集、選集
- 「新文学選書 第1 翁 / 岩下俊作、劉寒吉編」（燎原社）1946年
- 「岩下俊作選集」全5巻（北九州都市協会）1997年 - 1998年
- 「くらしっく時代小説9 岩下俊作集」（リブリオ出版）1998年

### 直木賞候補作品
- 第10回「富島松五郎伝」（「九州文学」1939年（昭和14年）10月号）単行本初所収・小山書店刊「富島松五郎伝」
- 第12回「辰次と由松」（「オール讀物」1940年（昭和15年）9月号）単行本初所収・新小説社刊「辰次と由松」
- 第13回「諦めとは言へど」（「オール讀物」1941年（昭和16年）6月号）単行本初所収・新小説社刊「辰次と由松」
- 第17回「西域記」（「九州文学」1940年9月号 - 1946年9月号・連載中に候補となる）

### 映画原作
- 「熱風」東宝 1943年
- 「無法松の一生」大映京都 1943年（稲垣浩監督、阪東妻三郎主演版）
- 「龍虎伝」大映京都 1947年
- 「無法松の一生」東宝 1958年（稲垣浩監督、三船敏郎主演版）
- 「無法松の一生」東映東京 1963年（伊藤大輔監督、三国連太郎主演版）
- 「竜虎一代」東映東京 1964年
- 「無法松の一生」大映京都 1965年（三隅研次監督、勝新太郎主演版）

## その他
- 「西域記」は、シルクロードを題材とした小説のさきがけ。
- 岩下が昭和13年に発表した「算額問答」は、数学(和算)を扱った小説のさきがけ。
- 岩下の長男、八田敏弘は元小倉北区長。
- 岩下の三男、八田昂は大学卒業後NHKに入り記者として活躍した後、50代でふるさと北九州局の局長となった。その後はNHK文化センターに移り、北九州教室の開設に尽力。退職後の現在も北九州市に住んでいる。